# Anna Johansson (socialdemokrat)

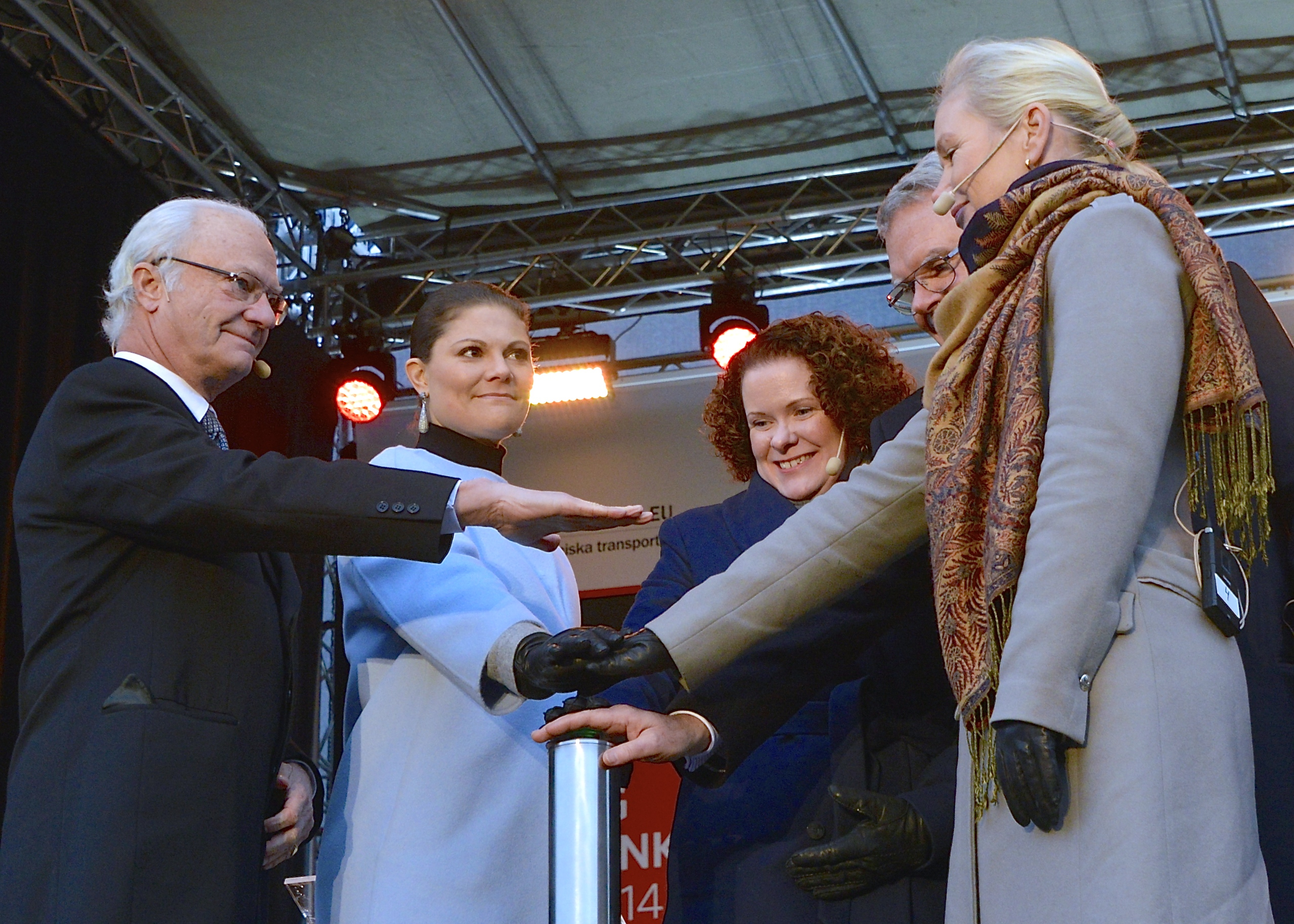
Anna Johansson (höger) inviger Norra länken i Stockholm, 2014.

Anna Frida Wiktoria Johansson, född 29 maj 1971 i Angereds församling i Göteborg, är en svensk socialdemokratisk politiker. Hon utsågs efter riksdagsvalet 2014 till Sveriges infrastrukturminister, men avgick under sommaren 2017 efter att oppositionen hotat om misstroendeförklaring mot henne i samband med en mediegranskningen av Transportstyrelsens IT-upphandling.

## Biografi
Anna Johansson växte upp i stadsdelen Kortedala i Göteborg, som dotter till Elisabeth och Göran Johansson. Fadern arbetade som metallarbetare på SKF och var bland annat kommunstyrelsens ordförande i Göteborg 1988–1991 och 1994–2009. Hon studerade på gymnasiet i ett och ett halvt år innan hon hoppade av i samband med att hon blev gravid. 17 år gammal flyttade hon hemifrån, till en hyreslägenhet i Kortedala. 1989 födde hon sitt första barn och 1992 sitt andra.
Som ung var Johansson politiskt intresserad, men engagerade sig inte politiskt förrän hon fick barn. Då gick hon med i Sveriges socialdemokratiska ungdomsförbund (SSU) för att få intellektuell stimulans. Så småningom startade Johansson en SSU-klubb i Kortedala–Gamlestan–Bergsjön kallad "KGB". Den slogs senare ihop med Angereds SSU-klubb. Den här tiden tog Johanssons politiska engagemang fart på allvar och 1996 valdes hon till distriktsordförande för SSU Göteborg.
Efter att ha varit föräldraledig från att första barnet föddes till att båda barnen började i dagis 1994 studerade Johansson upp sina betyg på Komvux. 1997 fick hon sitt tredje barn.
1999 blev Johansson ledamot i kommunfullmäktige i Göteborg och var 2003–2009 ordförande för stadsdelsnämnden Bergsjön. Tidigare var Anna Johansson ombudsman för LO-Göteborg. Mellan 2009 och 2014 var hon biträdande kommunalråd i Göteborg med ansvar för förskola/skola, barn/unga samt frågor som rör fritid. Hon var 2007–2019 ordförande för Göteborgs socialdemokratiska partidistrikt och är suppleant i Socialdemokraternas partistyrelse.
I riksdagsvalet 2014 blev Anna Johansson invald i Sveriges riksdag och återvaldes 2018.
Johansson har varit ordförande i Got Event, som är det kommunala bolag som ansvarar för arrangemang på Göteborgs stora arenor. Hon var 2013 omskriven då hon, i egenskap av styrelseordförande för det kommunala bostadsföretaget Bostadsbolaget, attesterade felaktiga kvitton för bolagets VD.

## Statsråd
Efter riksdagsvalet 2014 utnämndes Anna Johansson till infrastrukturminister i Stefan Löfvens första regering.
Efter medias granskning av Transportstyrelsens IT-upphandling meddelade den borgerliga koalitionen Alliansens fyra partiledare den 26 juli 2017 att de avsåg väcka misstroendeförklaring mot Johansson, inrikesminister Anders Ygeman och försvarsminister Peter Hultqvist. Den 27 juli höll statsminister Löfven presskonferens där det meddelades att Johansson och Ygeman avgick från sina poster, medan Hultqvist satt kvar.

## Familj och privatliv
Johansson är dotter till Göteborgs tidigare kommunstyrelseordförande Göran Johansson. Anna Johansson är fyrabarnsmamma. Hon växte upp i Kortedala och har hela sitt vuxna liv bott i Bergsjön.